# Месяцев, Александр Степанович
Александр Степанович Месяцев (15 января 1911 — 30 ноября 1972) — сельскохозяйственный деятель, Герой Социалистического Труда (1958).

## Биография
Александр Месяцев родился 15 января 1911 года на хуторе Терен-Куй (ныне — Ногайский район Дагестана). После окончания школы и ветеринарных курсов работал ветсанитаром в совхозах Ставропольского края и Узбекской ССР. В 1933 году Месяцев окончил Джамбульский зооветеринарный техникум, после чего поселился в Кзыл-Ординской области Казахской ССР, работал веттехником в совхозе «Северный».
С 1939 года Месяцев был веттехником и ветврачом в совхозе «Чим-Курган» Чимкентской области Казахской ССР (ныне — Фаришский район Узбекистана), а в октябре 1943 года стал его директором. Под его руководством «Чим-Курган» стал крупнейшим каракулеводческим предприятием СССР, помимо этого успешно развивалось животно- и растениеводство, виноградарство. Это произошло благодаря умелому руководству и применению научных достижений в работе. Совхоз много лет был одним из основных полигонов по испытанию СЖК — гормонального препарата, разработанного под руководством Бориса Михайловича Завадовского и гормонального метода стимуляции многоплодия овец, разработанного Михаилом Михайловичем Завадовским. Общий же выход ягнят в среднем достигал 115 процентов в год, а фактическая себестоимость одной шкурки была ниже плановой.
Указом Президиума Верховного Совета СССР от 29 марта 1958 года за «выдающиеся успехи, достигнутые в деле развития овцеводства, увеличения производства и сдачи государству мяса, шерсти и шкурок каракуля в 1957 году, и широкое применение в практике своей работы достижений науки и передового опыта» Александр Месяцев был удостоен высокого звания Героя Социалистического Труда с вручением ордена Ленина и медали «Серп и Молот».
Кандидат экономических наук, автор 23 научных трудов. С 1965 года Месяцев работал в Крымском институте агропромышленного производства. Проживал в Симферополе. Скончался 30 ноября 1972 года, похоронен на симферопольском кладбище «Абдал».
Был также награждён орденом «Знак Почёта» и рядом медалей.
Александр Степанович Месяцев — один из главных героев романа Федора Чирвы «Время рассудит» (Алма-Ата, 1961) — в романе фамилия изменена на Неделин.

Могила Месяцева на кладбище «Абдал» в Симферополе.